# Charles Wolf (baloncesto)
Charles Anthony Wolf (Covington, Kentucky, 7 de mayo de 1926-26 de noviembre de 2022) fue un entrenador de baloncesto estadounidense que dirigió equipos de la NBA durante cinco temporadas.

## Trayectoria deportiva

### High School
Su etapa de instituto transcurrió en el Colegio San Javier de Cincinnati, donde jugó al fútbol americano y al béisbol además del baloncesto. En su última temporada fue incluido en el mejor equipo del estado de Ohio de fútbol. En baloncesto, fue el segundo máximo anotador de su equipo, con 189 puntos, ayudando al mismo a conseguir un balance de 22 victorias y 5 derrotas, que le hizo acabar primero en su grupo del campeonato, siendo eliminado en su carrera hacia el título estatal por los finalmente campeones, Middletown.

### Universidad y béisbol
Wolf acudió a la Universidad de Notre Dame un año con una beca de fútbol americano, pero nunca llegó a jugar, debido a una lesión en la rodilla. Entre 1947 y 1953 jugó al béisbol semiprofesional en equipos de las ligas menores de los Cincinnati Reds. Acabó posteriormente su carrera universitaria en Xavier, en Ohio, pero no pudo formar parte de sus equipos deportivos por haber sido profesional en el béisbol con anterioridad.

### Entrenador de baloncesto
En 1954 pasó a ser entrenador del equipo de baloncesto del Villa Madonna College, donde permaneció 6 temporadas. En 1959, tras conseguir 22 victorias por tan solo 5 derrotas, fue invitado al torneo de la División II de la NAIA.
En 1960 fichó como entrenador de los Cincinnati Royals de la NBA, que contaba entre sus jugadores con el rookie Oscar Robertson. A pesar de ello, acabó cuarto y último en la División Oeste, con 33 victorias y 46 derrotas.
Ya en su segunda temporada alcanzó el segundo puesto de la división, con 43 victorias y 37 derrotas, lo que le dio derecho a disputar los playoffs, en los que se cayó en primera ronda ante los Detroit Pistons por 3–1. Y al año siguiente, en la temporada 1962-63, alcanzó su mayor éxito como entrenador, llevando al equipo a las finales de división, en las que cayó ante los Boston Celtics por un apretado 4–3.
La franquicia había cambiado de manos al comienzo de esa temporada, y a pesar de que en principio renovó el equipo, el nuevo propietario acabó por despedir a Charles, sustituyéndolo por Jack McMahon. Casi inmediatamente Wolf fichó por los Detroit Pistons, donde estuvo una temporada completa, siendo reemplazado poco después del inicio de la siguiente por el joven Dave DeBusschere, que ejerció como jugador-entrenador.

#### Estadísticas
| Equipo     | Temp.   | P   | V   | D   | %V-D | Finalizó     | PP | VP | DP | %V-DP | Resultado               |
| ---------- | ------- | --- | --- | --- | ---- | ------------ | -- | -- | -- | ----- | ----------------------- |
| Cincinnati | 1960–61 | 79  | 33  | 46  | .418 | 4.º en Oeste | —  | —  | —  | —     |                         |
| Cincinnati | 1961–62 | 80  | 43  | 37  | .538 | 2.º en Oeste | 4  | 1  | 3  | .250  | Semifinales de División |
| Cincinnati | 1962–63 | 80  | 42  | 38  | .525 | 3.º en Este  | 12 | 6  | 6  | .50   | Finales de División     |
| Detroit    | 1963–64 | 80  | 23  | 57  | .288 | 5.º en Oeste | —  | —  | —  | —     |                         |
| Detroit    | 1964–65 | 11  | 2   | 9   | .182 | (despedido)  | —  | —  | —  | —     |                         |
| Total      |         | 330 | 143 | 187 | .433 |              | 16 | 7  | 9  | .438  |                         |